# Többszínű galambgomba
A többszínű galambgomba (Russula nauseosa) az Agaricomycetes osztályának galambgomba-alkatúak (Russulales) rendjébe, ezen belül a galambgombafélék (Russulaceae) családjába tartozó, Eurázsiában elterjedt, fenyvesekben élő, ehető gombafaj.

## Elterjedése és termőhelye
Eurázsiában honos. Magyarországon ritka. 
Fenyvesekben él, főleg luc alatt található meg. Júniustól novemberig terem.  

## Megjelenése
A többszínű galambgomba kalapja 2-5 (7) cm széles; fiatalon széles domború, később laposan, középen benyomottan kiterül. Felszíne sima, a szélén matt, a közepén tapadós lehet. A kalapbőr szinte teljesen lehúzható. Színe igen változatos: vöröses, borvöröses-barna, lilásbarna, ibolya-, rózsaszín-ibolya-, olajzöld, barnás színű lehet. Közepe sötétebb. Széle általában erősen, ragyásan bordázott. 
Húsa vékony, törékeny, színe fehér. Szaga gyenge, kellemetlenül savanykás vagy körteszerű; íze enyhe, néha csípős lehet, a lemezek mindig csípősek.
Viszonylag ritkán álló lemezei tönkhöz nőttek. Színük fiatalon krémszínű, később okkersárga.
Tönkje 2-7 cm magas és 0,6-1,5 cm vastag. Általában kissé görbült. Színe fehér, idősen a tövétől kezdve okkeresen színeződik. Felszíne finoman rovátkolt. Törékeny, fiatalon belül telt, idősen szivacsossá, üregessé válik. 
Spórapora sárga, okkersárga. Spórája elliptikus, többé-kevésbé izoláltan tüskés, mérete 7-10 x 6-8 µm.

### Hasonló fajok
Hasonlít hozzá a késői galambgomba, amely nagyobb és kéttűs fenyők alatt nő; a sárgulótönkű galambgomba, amelynek a tönkjén és lemezein barnásan foltok láthatók; a cifra galambgomba lomberdőkben nő.  
Elvben ehető, de nem túl ízletes, csípős is lehet; kis, vékony húsú gombaként legfeljebb más gombákkal keverve érdemes fogyasztani.

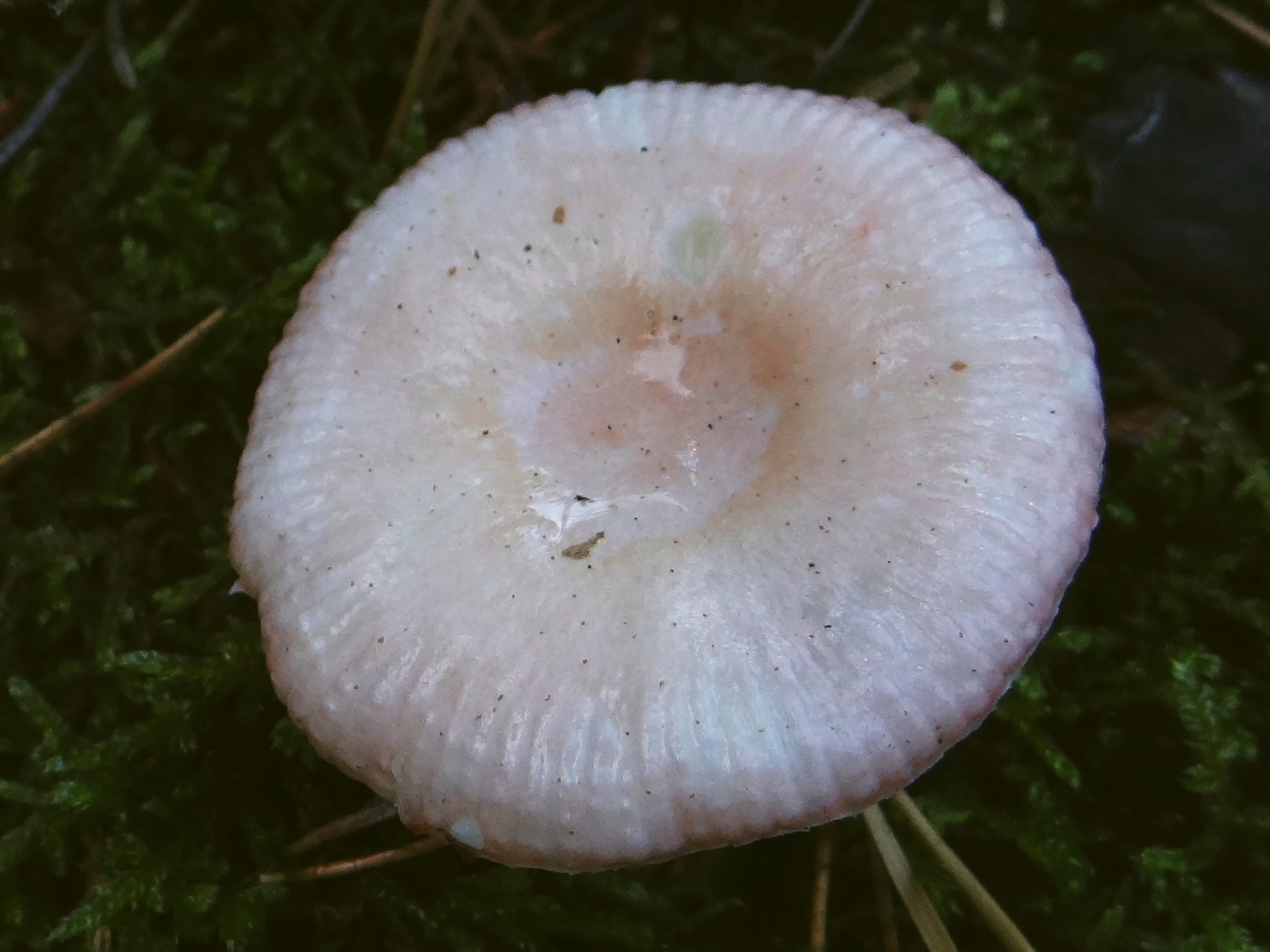
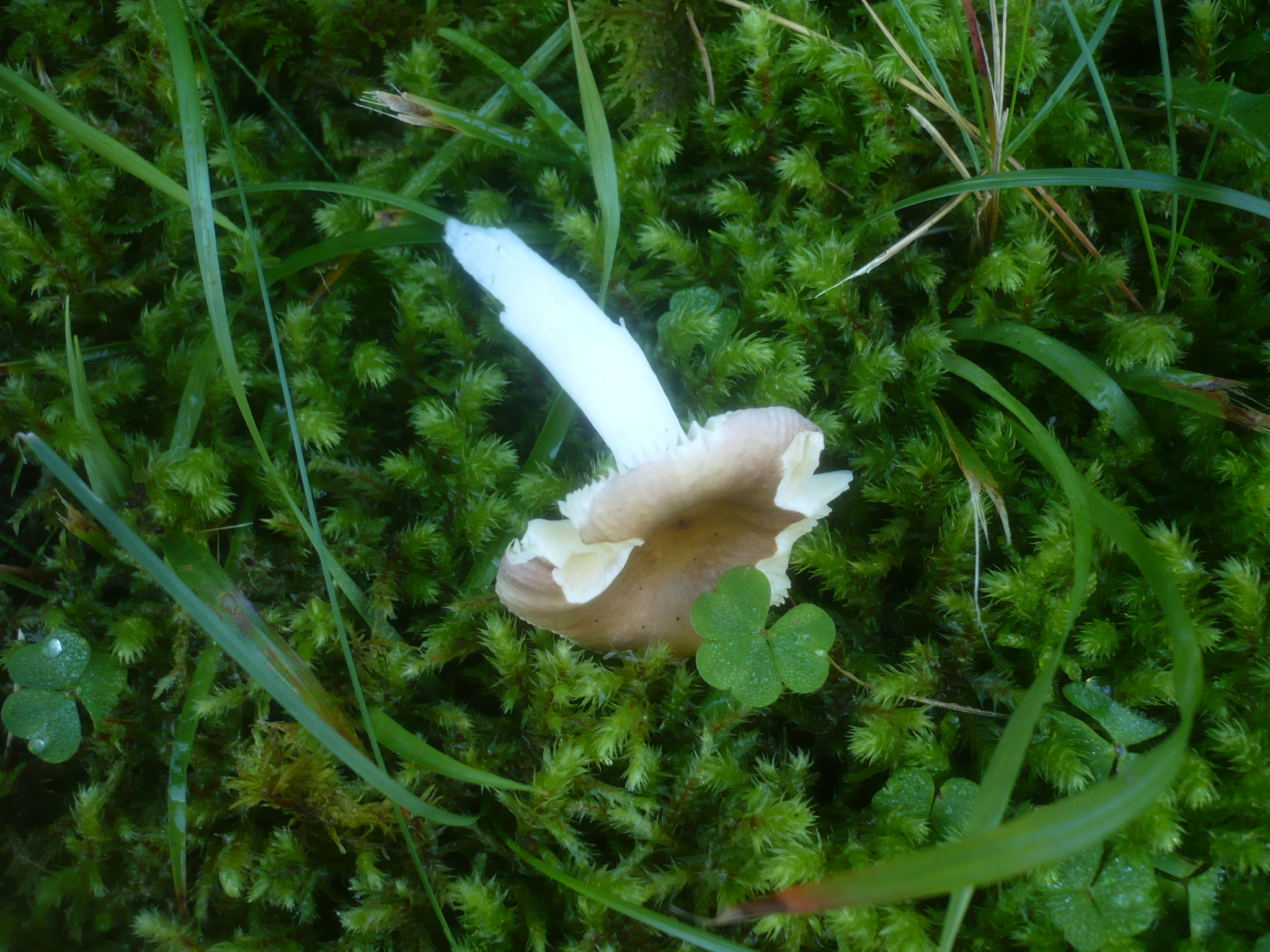
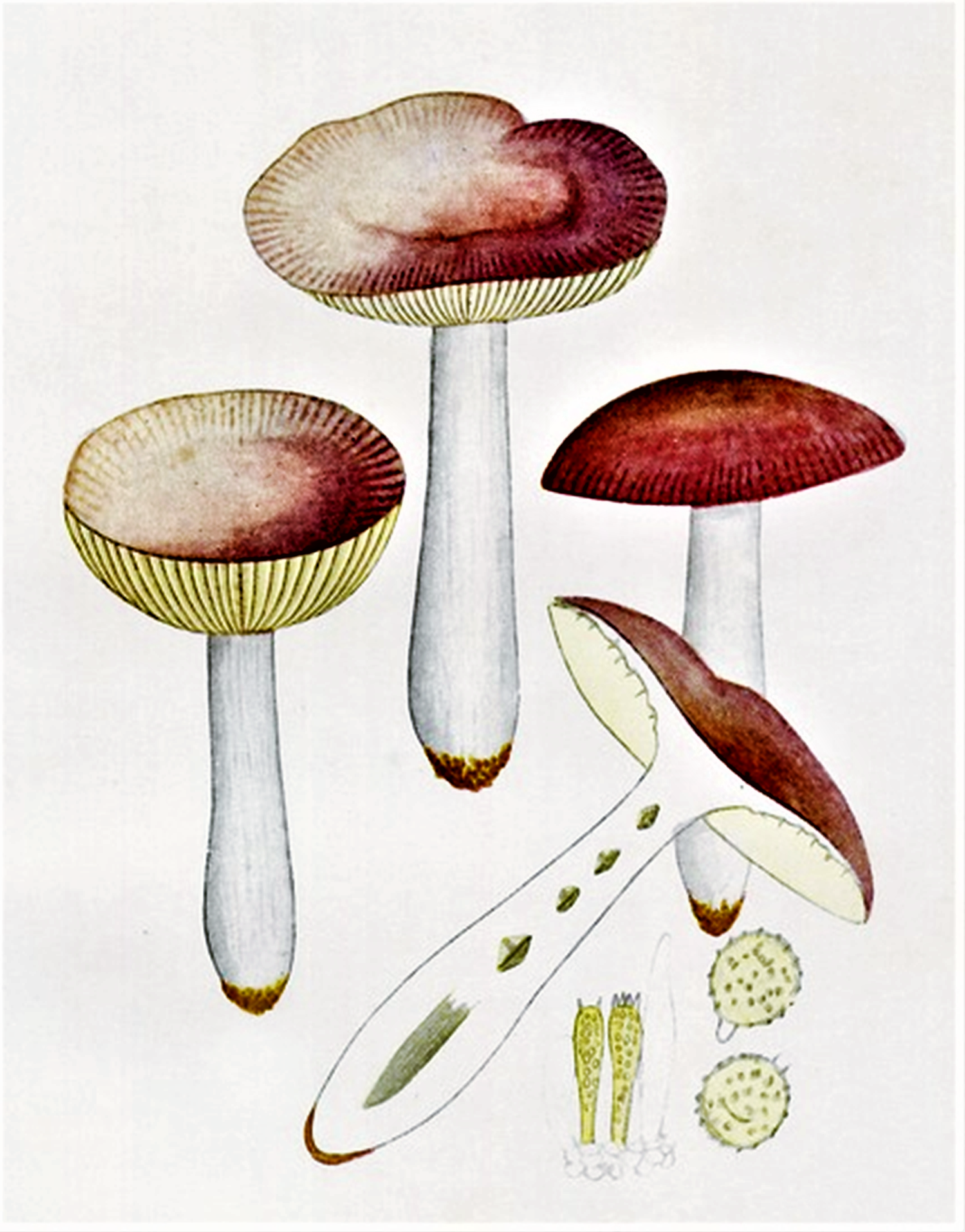
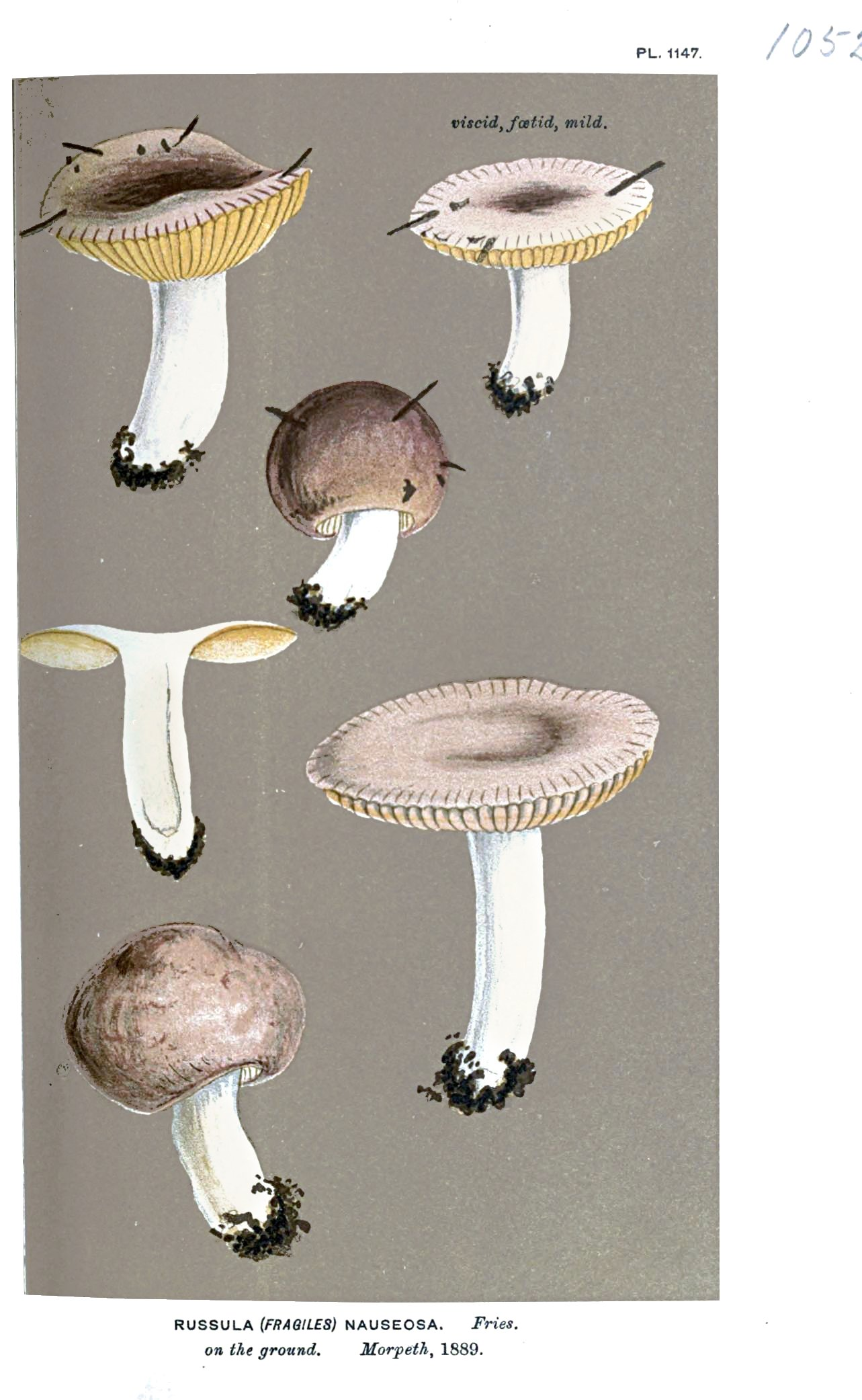